# Teikei
Teikei (Japans: 提携) is een systeem van door de gemeenschap ondersteunde landbouw in Japan, waarbij consumenten voedsel rechtstreeks van boeren kopen. Teikei is nauw verbonden met kleinschalige, lokale, biologische landbouw en op vrijwilligers gebaseerde non-profitpartnerschappen tussen producenten en consumenten. Miljoenen Japanse consumenten doen eraan mee. Het wordt algemeen aangehaald als de oorsprong van de door de gemeenschap ondersteunde landbouw over de hele wereld.
Hoewel er enige onenigheid bestaat over de ‘eerste’ teikei-groep, kan het concept worden teruggevoerd tot het midden van de jaren zestig, toen een groep Japanse vrouwen samenkwam om verse melk te kopen. Een algemene beweging naar partnerschappen tussen consumenten en boeren in Japan eind jaren zestig en begin jaren zeventig werd gedreven door milieukwesties en wantrouwen ten aanzien van de kwaliteit van voedsel in het conventionele voedselsysteem.
Een van de oprichtende teikei-groepen, de Japan Organic Agriculture Association (JOAA), opgericht in 1971, beschrijft teikei als “een idee om een alternatief distributiesysteem te creëren, niet afhankelijk van de conventionele markt." Om dit uit te voeren, hebben de producent(en) en de consument(en) gesprekken en contact om hun wederzijds begrip te verdiepen: beiden leveren arbeid en kapitaal om hun eigen leveringssysteem te ondersteunen. Teikei is niet alleen een praktisch idee, maar ook een dynamische filosofie om mensen door hun interactie te laten nadenken over een betere manier van leven, hetzij als producent, hetzij als consument."
Teikei betekent in het Japans "samenwerking", "gezamenlijke zaken" of "verbinding". Met betrekking tot CSA wordt het vaak geassocieerd met de slogan "voedsel met het gezicht van de boer erop".

## Teikei buiten Japan
Hoewel er geen bewijs is dat teikei de inspiratiebron was voor door de Community Shared Agriculture (CSA) in de Verenigde Staten, zijn er wel enkele voorbeelden van CSA-programma's die het Japanse model op de voet hebben gevolgd. Het systeem wordt gewaardeerd om zijn voordelen. mogelijkheid om kleinschalige landbouw economisch levensvatbaarder te maken en consumenten meer controle te geven over het voedsel dat zij consumeren. Hoewel de CSA-beweging is ontstaan uit antroposofische en biodynamische landbouwinitiatieven, heeft CSA ook het voordeel gehad dat ze aan populariteit heeft gewonnen dankzij de bloeiende biologische landbouwbeweging in de Verenigde Staten, die eind jaren negentig en begin jaren nul een snelle groei doormaakte en leidde tot de introductie van biologische producten in de reguliere detailhandel.